# Урекян, Серафим Александрович
Серафи́м Алекса́ндрович Урекя́н (рум. Serafim Urechean; род. 2 февраля 1950, Ларга, Бричанский район, Молдавская ССР, СССР) — молдавский политический и государственный деятель. Генеральный примар (мэр) муниципия Кишинёв с 9 августа 1994 по 18 апреля 2005 года.
С 21 апреля 2011 по 29 июля 2016 года — Председатель Счётной палаты Республики Молдова.

## Биография
Родился 2 февраля 1950 года в селе Ларга Бричанского района.

### Образование
- 1969—1974 — Технический университет Молдовы, факультет гражданского и промышленного строительства.
- 1983—1985 — Ленинградская высшая партийная школа.

### Профессиональная деятельность
- 1976—1978 — инженер, строительное предприятие, Бричанский район.
- 1978—1983 — начальник Управления промышленности, строительства и транспорта, второй секретарь Бричанского районного комитета Коммунистической партии Молдавии.
- 1983—1985 — 2-й секретарь Новоаненского районного комитета КПМ.
- 1985—1987 — председатель Новоаненского районного исполнительного комитета КПМ.
- 1987—1994 — вице-председатель, председатель Всеобщей федерации независимых профсоюзов Республики Молдова.
- 1991—1994 — депутат Парламента Республики Молдова.
- 1994—2005 — Генеральный примар муниципия Кишинёв.
- 5—17 февраля 1999 года — кандидат на должность премьер-министра.
- 2005—2010 — депутат Парламента Республики Молдова.
- 2009—2010 — первый вице-председатель Парламента Республики Молдова.
- 2011—2016 — председатель Счётной палаты Республики Молдова.

### Общественная деятельность
- 1995—2005 — президент Федерации шахмат Республики Молдова.
- 1996—2005 — председатель Федерации местных и региональных властей Республики Молдова.
- 2001—2003 — председатель Альянса независимых Республики Молдова (АНРМ).
- 2003—2005 — сопредседатель Альянса «Наша Молдова».
- 2005—2011 — председатель Альянса «Наша Молдова».

### Политическая деятельность
- С 1991 по 1994 год был депутатом парламента Республики Молдова от избирательного округа № 257 (район Анений Ной).[1]
- С августа 1994 года по май 1995 года занимал должность исполняющего обязанностями Генерального примара (мэра) муниципия Кишинёв.
- В связи с несостоявшимися выборами примара Кишинёва 1995 года был назначен на должность Генерального примара муниципия Кишинёв указом Президента РМ.[2]
- На выборах 1999 года в примары Кишинёва являлся независимым кандидатом. В первом туре набрал 105.702 голоса и 51,06 %, выиграв мандат примара с 1-го тура.
- На учредительном съезде Альянса независимых Республики Молдова (АНРМ) от 13 октября 2001 года был избран председателем партии.
- На выборах 2003 года в примары Кишинёва являлся независимым кандидатом. В первом туре набрал 110.817 голоса и 44,50 %, заняв 1-е место. Во втором туре набрал 140.692 голоса и 53,91 %, выиграв мандат примара.
- На 5-м съезде учреждения Альянса «Наша Молдова» (АНМ) от 19 июля 2003 года в результате слияния Социал-демократического альянса Молдовы (СДАМ), Либеральной партии (ЛП), Альянса независимых Республики Молдова (АНРМ) и Народно-демократической партии Молдовы (НДПМ) был избран сопредседателем Альянса «Наша Молдова».
- На парламентских выборах 2005 года возглавил список Избирательного блока «Демократическая Молдова», который получил поддержку 28,53% избирателей, тем самым стал депутатом Парламента. Позже он принял решение остаться депутатом Парламента и отказался от мандата примара Кишинёва.
- На 6-м съезде Альянса «Наша Молдова» (АНМ) от 25 июня 2005 года был избран председателем партии.
- На парламентских выборах в апреле 2009 года возглавил список Альянса «Наша Молдова», который получил поддержку 9,77% избирателей, тем самым стал депутатом Парламента.
- На парламентских выборах в июле 2009 года возглавил список Альянса «Наша Молдова», который получил поддержку 7,35% избирателей, тем самым стал депутатом Парламента.
- После выборов вместе с Владимиром Филатом, Михаем Гимпу и Марианом Лупу подписал соглашение о создании Альянса «За европейскую интеграцию», сформировав парламентское большинство.
- 28 августа 2009 года Серафим Урекян был избран на должность первого вице-председателя парламента Республики Молдова.
- На 8-м съезде Альянса «Наша Молдова» (АНМ) от 12 декабря 2009 года был переизбран председателем партии.
- 29 сентября 2010 года покинул должность в связи с роспуском парламента XVIII созыва.
- На парламентских выборах 2010 года возглавил список Альянса «Наша Молдова», который получил поддержку 2,05% избирателей и не преодолел избирательный барьер, тем самым депутатом Парламента не стал.
- 21 апреля 2011 года[3] после слияния Альянса «Наша Молдова» (АНМ) с Либерал-демократической партией Молдовы (ЛДПМ) был назначен на должность председателя Счётной палаты Республики Молдова сроком на 5 лет, тем самым прекратив свою политическую деятельность и партийную принадлежность из-за существовавшего закона №261 от 5 декабря 2008 года о Счётной палате, ст. 20, ч. (5).[4] Занимал должность до 29 июля 2016 года.[5]
- На выборах 2015 года в примары Кишинёва являлся кандидатом от Либерал-демократической партии Молдовы. В первом туре набрал 8.806 голоса и 2,97 %, заняв 6-е место, и не прошёл во второй тур.

## Награды
- 2000 — «Орден Республики»[6]
- 2010 — «Орден Почёта»[7]
- 2015 — «Заслуженный человек» («Om Emerit»)[8]
- 2020 — Орден «Богдан-Основатель»[9]